# Carnaval de Paulínia
O carnaval de Paulínia é uma festa popular que ocorre durante o mês de fevereiro no município brasileiro de Paulínia, interior de São Paulo. Caracteriza-se pelos desfiles de escolas de samba e blocos carnavalescos realizados no sambódromo "Carnavalesco Floriano Ferreira Dóia", o maior sambódromo coberto do país.
Em 2020 o carnaval da cidade chegou a reunir cerca de 35 mil pessoas.

## Abandono do Sambódromo

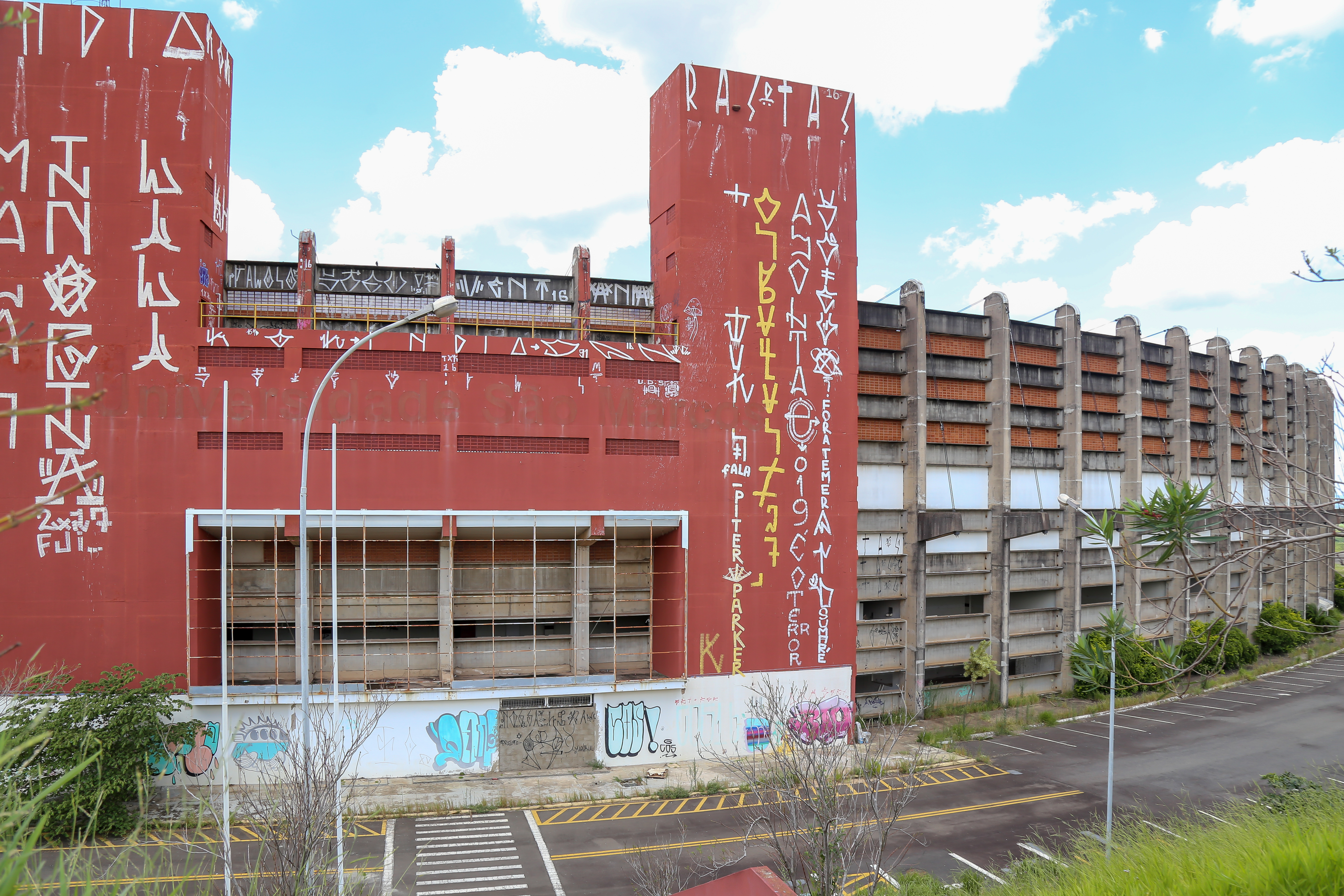
Sambódromo Paulínia abandonado desde 2016

O Sambódromo de Paulínia local onde funcionava a Universidade São Marcos chegou a abrigar entre 2011 e 2012 o Centro Municipal de Ensino Profissionalizante
Desde 2016 a construção do Sambódromo encontra-se abandonada pela prefeitura de Paulínia.